# Stephanie Zloch
Stephanie Zloch (* 1975) ist eine deutsche Historikerin.
Stephanie Zloch absolvierte ein Studium der Geschichte, Geographie und Slavistik an den Universitäten Köln, Warschau und Berlin. Sie wurde bei Heinrich August Winkler an der Humboldt-Universität zu Berlin 2007 promoviert. Von 2015 bis 2019 leitete sie die Nachwuchsforschungsgruppe „Migration und Bildung in Deutschland seit 1945“ am Leibniz-Institut für Bildungsmedien / Georg-Eckert-Institut in Braunschweig. Sie habilitierte sich 2022 an der Technischen Universität Dresden und ist seitdem Privatdozentin für Neuere und Neueste Geschichte und Osteuropäische Geschichte an der TU Dresden.

## Veröffentlichungen (Auswahl)
- Das Wissen der Einwanderungsgesellschaft. Migration und Bildung in Deutschland 1945–2000. Wallstein, Göttingen 2023.
- Hrsg. mit Izabela Lewandowska: Das ›Pruzzenland‹ als geteilte Erinnerungsregion. Konstruktion und Repräsentation eines europäischen Geschichtsraums in Deutschland, Polen, Litauen und Russland seit 1900. Vandenhoeck & Ruprecht, Göttingen 2014.
- Polnischer Nationalismus. Politik und Gesellschaft zwischen den beiden Weltkriegen, Böhlau, Köln 2010 (zugleich: Dissertation, HU Berlin).